# ジャック・ポトヒエッター
ジャック・ポトヒエッター（Jacques Potgieter、1986年4月24日 - ）は、南アフリカ出身のラグビー選手。

## プロフィール
- ポジションはナンバーエイト(No8)。
- 身長 196cm、体重 115kg
- ニックネームはポティ。
- 南アフリカ共和国代表に選ばれたことがある[2]。

## 略歴
9歳からラグビーを始めた。
ダニエルピエナル高校、シャークス、イースタン・プロヴィンス・キングス、キングス、ブルズを経て、2013年、福岡サニックスブルース（現・宗像サニックスブルース）に加入。同年11月17日に行われたトップキュウシュウA決勝リーグの中国電力戦に先発出場で日本での公式戦初出場を果たす。
2014年、ワラターズに加入。
2018年、宗像サニックスブルースを退団した。